# Патриарший экзархат Иерусалима (сиро-католический)
Патриарший экзархат Иерусалима (лат. Hierosolymitanus) — патриарший экзархат Сирийской католической церкви с центром в городе Иерусалим. Патриарший экзархат Иерусалима подчиняется Сирийскому католическому антиохийскому патриарху и распространяет свою юрисдикцию на Иерусалим, территорию Палестины и Иордании. Кафедральным собором патриаршего экзархата Иерусалима является церковь святого Фомы в Иерусалиме.

## История
Патриарший экзархат Иерусалима был создан в 1890 году. Резиденция епископа патриаршего экзархата находилась в разных местах. Первоначально резиденция находилась возле Дамасских ворот в Иерусалиме. В 1948 году резиденция епископа была перемещена в Вифлеем, в 1965 году снова была возвращена в Иерусалим. С 1973 года резиденция располагалась на улице Халдейской в Старом городе и с 1986 года она находится в церкви святого Фомы.

## Епископы экзархата
- епископ Moussa Sarkis (1892 — ?);
- епископ Thomas Bahi (1904 — ?);
- епископ Yacob Meiki (1923 — ?);
- епископ Yohanna Mustekawi (1927 — ?);
- епископ Ephrernm Haddad (1932 — ?);
- епископ Yohanna Karoum (1948 — ?);
- епископ Yacob Naoum (1959 — ?);
- епископ Pierre Grégoire Abdel-Ahad (1979 — 16.02.2001) — избран антиохийским патриархом;
- епископ Grégoire Pierre Melki (25.02.2002 — по настоящее время).

## Источник
- Annuario Pontificio, Libreria Editrice Vaticana, Città del Vaticano, 2003, ISBN 88-209-7422-3